# Чемпіонат світу з джіу-джитсу 2019
17-й Чемпіонат світу з джіу-джитсу проходив з 20 по 23 листопада 2019 року на арені Мубадала в Абу-Дабі (ОАЕ).

## Європейське джіу-джитсу

### Бойова система

#### Чоловічі змагання
| Категорія | Золото                   | Срібло                | Бронза                   | Бронза                  |
| --------- | ------------------------ | --------------------- | ------------------------ | ----------------------- |
| –56 kg    | Елдос Кабденов (KAZ)     | Женіс Нурлібаєв (KAZ) | Джейсон Мора (COL)       | Мегді Гадіга (SWE)      |
| –62 kg    | Богдан Мочульський (UKR) | Жульєн Матьє (FRA)    | Андреа Кальцоні (ITA)    | Абубакір Жанібек (KAZ)  |
| –69 kg    | Тім Топлак (SLO)         | Дмитро Бешенець (RUS) | Іван Делла Кроче (SRB)   | Франк Парті (FRA)       |
| –77 kg    | Фредрік Відгрен (SWE)    | Персі Кунса (FRA)     | Бой Вогельцанг (NED)     | Сімон Аттенбергер (GER) |
| –85 kg    | Ілля Борок (RUS)         | Денис Бєлов (RUS)     | Христос Зигурас (GRE)    | Арсо Милич (MNE)        |
| –94 kg    | Хуніор Кабесас (COL)     | Михайло Костюк (RUS)  | Вільям Сет-Вензель (SWE) | Александр Перез (FRA)   |
| +94 kg    | Артем Петрухін (RUS)     | Деян Вукчевич (MNE)   | Радо Молленгауер (GER)   | Симон Ройгер (GER)      |

#### Жіночі змагання
| Категорія | Золото                  | Срібло                   | Бронза                        | Бронза                   |
| --------- | ----------------------- | ------------------------ | ----------------------------- | ------------------------ |
| –45 kg    | Амп Суванан (THA)       | Александра Гумбер (FRA)  | Беатріс Абад (ESP)            | Беатріс Абад (ESP)       |
| –48 kg    | Оксана Москаленко (RUS) | Моргана Го (FRA)         | Сандра Баді (FRA)             | Мартіна Порсіле (ITA)    |
| –52 kg    | Естель Гаспар (FRA)     | Магдалена Гіс (POL)      | Дарія Гончаренко (UKR)        | Антонелла Фарне (ITA)    |
| –57 kg    | Лісаї Пуртуа (BEL)      | Ребекка Дал (DEN)        | Бетті Бонне (FRA)             | Христина Кутулакіс (GRE) |
| –63 kg    | Джуліана Феррейра (FRA) | Ліліан Вайкен (GER)      | Франціска Фройденбергер (GER) | Анне ван Брюгге (NED)    |
| –70 kg    | Афке ван Лювен (NED)    | Тереза Аттенбергер (GER) | Хлое Лаланд (FRA)             | Кларісс Габріко (FRA)    |
| +70 kg    | Алла Падеріна (RUS)     | Харелла Вестра (NED)     | Ева Біссені (FRA)             | Надіна Білянович (CRO)   |

## Дуети

### Класичні змагання
| Категорія | Золото                                                  | Срібло                                   | Бронза                                          | Бронза                                         |
| --------- | ------------------------------------------------------- | ---------------------------------------- | ----------------------------------------------- | ---------------------------------------------- |
| чоловіки  | Жан Лоденс (BEL) Раян Лоденс (BEL)                      | Аєн Батлер (GER) Фелікс Пашкевич (GER)   | Іонут Добре (ROU) Дору Галан (ROU)              | Давид Міттерер (AUT) Мартін Тремецбергер (AUT) |
| жінки     | Мірнеса Бечирович (AUT) Мірнета Mirneta Бечирович (AUT) | Бланка Бірн (GER) Анналена Штурм (GER)   | Люсія Йоренте (ESP) Марта Лорд (ESP)            | Нікія Дамс (BEL) Маріон Декроп (BEL)           |
| змішані   | Жан Лоденс (BEL) Чаріс Гравенстейн (BEL)                | Стефан Вукотич (MNE) Лідія Какович (MNE) | Вук Драгутинович (MNE) Александра Попович (MNE) | Томас Шоненбергер (SUI) Софія Йокль (SUI)      |

### Показові змагання
| Категорія | Золото                                           | Срібло                                          | Бронза                                    | Бронза                                  |
| --------- | ------------------------------------------------ | ----------------------------------------------- | ----------------------------------------- | --------------------------------------- |
| чоловіки  | Варут Нетпонг (THA) Тамманун Потайсонг (THA)     | Іонут Добре (ROU) Дору Галан (ROU)              | Карлос Богойо (ESP) Ігнасіо Йоренте (ESP) | Чжан Йонши (TPE) Ван Байсян (TPE)       |
| жінки     | Супхаваді Кеосрасен (THA) Кунсатрі Кумсрой (THA) | Біляна Митрович (MNE) Анастазія Петрович (MNE)  | Чавіса Тонг (THA) Лаліта Юннан (THA)      | Люсія Йоренте (ESP) Марта Лорд (ESP)    |
| змішані   | Стефан Вукотич (MNE) Лідія Какович (MNE)         | Вук Драгутинович (MNE) Александра Попович (MNE) | Ікер Уріарте (ESP) Беатріс Мартін (ESP)   | Іонут Добре (ROU) Женов'єва Добре (ROU) |

## Бразильське джіу-джитсу

### Чоловічі змагання
| Категорія | Золото                   | Срібло                            | Бронза                  | Бронза                |
| --------- | ------------------------ | --------------------------------- | ----------------------- | --------------------- |
| –56 kg    | Заєд Аль-Казірі (UAE)    | Фаріс Кашмірі (KSA)               | Атакельді Есетов (KAZ)  | Амір Малгайдар (KAZ)  |
| –62 kg    | Омар Аль-Фадхлі (UAE)    | Дархан Нортаєв (KAZ)              | Георгій Размадзе (RUS)  | Наріман Мюнбаєв (KAZ) |
| –69 kg    | Гаїрбек Ібрагімов (RUS)  | Іслам Мамілов (KAZ)               | Гайдар Аббас (FRA)      | Майкл Шієн (CAN)      |
| –77 kg    | Німрод Рідер (ISR)       | Гамзе Аль-Рашід (JOR)             | Кіран Кічук (CAN)       | Роберт Генек (POL)    |
| –85 kg    | Абдулбарі Гусейнов (RUS) | Абдурахманхаджи Муртазалієв (KGZ) | Натан Дос Сантос (CAN)  | Мацей Козак (POL)     |
| –94 kg    | Файсал Аль-Кетбі (UAE)   | Юліан Стонєк (GER)                | Бартош Завадзький (POL) | Рой Деган (ISR)       |
| +94 kg    | Сеїф-Еддіне Гумін (MAR)  | Олександр Сак (RUS)               | Сергій Борискін (RUS)   | Фредерік Гуссон (FRA) |

### Жіночі змагання
| Категорія | Золото                   | Срібло                    | Бронза                    | Бронза                   |
| --------- | ------------------------ | ------------------------- | ------------------------- | ------------------------ |
| –45 kg    | Амп Суванан (THA)        | Саманта де ла Коста (PHI) | Александра Умбер (FRA)    | Александра Умбер (FRA)   |
| –48 kg    | Віккі Гоанг (CAN)        | Летиція Боес (FRA)        | Олександра Русецька (UKR) | Моргана Го (FRA)         |
| –52 kg    | Мельдір Мекенбаєва (KAZ) | Поліна Крупська (RUS)     | Джессіка МакНілл (CAN)    | Лінда Ліндстрем (SWE)    |
| –57 kg    | Амаль Амджахід (BEL)     | Фран Вандерстуккен (BEL)  | Меші Розенфельд (ISR)     | Зофія Шаверновська (POL) |
| –63 kg    | Сонг Гі-ра (KOR)         | роні Нісіміян (ISR)       | Джанін Муттон (CAN)       | Мая Повшнар (SLO)        |
| –70 kg    | Магдалена Лоска (POL)    | Яра Какіш (JOR)           | Маріан Урдабаєва (KAZ)    | Елісон Трембле (CAN)     |
| +70 kg    | Ева Біссені (FRA)        | Тереза Соуза (HUN)        | Юстина Сітко (POL)        | Юстина Сітко (POL)       |

## Команди
| Категорія | Золото  | Срібло    | Бронза | Бронза |
| --------- | ------- | --------- | ------ | ------ |
| змішані   | Франція | Німеччина | Польща | Росія  |